# Euphorbia analavelonensis
Euphorbia analavelonensis är en törelväxtart som beskrevs av Werner Rauh och Mangelsdorff. Euphorbia analavelonensis ingår i släktet törlar, och familjen törelväxter.
Artens utbredningsområde är Madagaskar. Inga underarter finns listade i Catalogue of Life.